# قرعة كأس أمم إفريقيا للمحليين 2018
أقيمت قرعة الشان في 18 نوفمبر 2017 حيث ستقسم المنتخبات المتأهلة إلى 4 مجموعات من 4 منتخبات.
سيتم تقسيم المنتخبات على 4 وعائات حسب تصنيف الكاف لشهر نوفمبر 2017، الوعاء الأول سيحمل تلقائيا المنتخب المضيف (أول المجموعة أ تلقائيا) فيما تتوزع المنتخبات الثلاثة الأخرى على رؤوس باقي المجموعات، مع اتباع نفس الطريقة مع الوعاء 2، 3 و4.
أسفرت قرعة كأس أمم إفريقيا للمحليين (شان 2018)، عن مجموعات متوازنة، حيث تضم المجموعة الأولى، التي ستقام مبارياتها في ملعب محمد الخامس بالدار البيضاء، منتخبات المغرب وموريتانيا والسودان وغينيا؛ وتضم المجموعة الثانية، التي ستقام مبارياتها في ملعب مراكش، منتخبات كوت ديفوار وناميبيا وأوغندا وزامبيا؛ وتضم المجموعة الثالثة، التي يحتضن مبارياتها ملعب طنجة منتخبات ليبيا وغينيا الاستوائية ورواندا ونيجيريا؛ فيما تتواجه في المجموعة الرابعة والأخيرة، التي يحتضن مبارياتها ملعب أدرار بأغادير، منتخبات أنغولا وبوركينا فاسو والكونغو والكاميرون.
وتقرر أن يحتضن ملعب محمد الخامس بالدار البيضاء مباراتي افتتاح واختتام البطولة، التي تنظم خلال الفترة ما بين 13 يناير و4 فبراير المقبل.

## الأوعية الأربعة
تم تصنيف الفرق ال 16 إلى أربع أوعية مكونة من أربعة فرق. وقد تم تصنيف المنتخب المغربي في الوعاء 1 . وتم تصنيف الفرق المتبقية بناء على نتائجها في آخر أربع مسابقات أخيرة: 2009 (مضروبة في 1)، 2011 (مضروبة في 2)، 2014 (مضروبة في 3)، 2016 (مضروبة 4):
- 7 نقاط للفائز
- 5 نقاط للوصيف
- 3 نقاط في الدور نصف النهائي
- 2 نقطة لربع النهائي
- 1 نقطة لمرحلة المجموعة

واستنادا إلى الصيغة أعلاه، تم توزيع الأواني الأربعة على النحو التالي:
| الوعاء 1                                                                                      | الوعاء 2                                                                           | الوعاء 3                                                                       | الوعاء 4                                                                                        |
| --------------------------------------------------------------------------------------------- | ---------------------------------------------------------------------------------- | ------------------------------------------------------------------------------ | ----------------------------------------------------------------------------------------------- |
| 1. المغرب (المستضيف) (10 نقاط) 2. ليبيا (22 نقطة) 3. ساحل العاج (15 نقطة) 4. أنغولا (14 نقطة) | 1. نيجيريا (13 نقطة) 2. غينيا (12 نقطة) 3. الكاميرون (12 نقطة) 4. زامبيا (11 نقطة) | 1. رواندا (10 نقاط) 2. أوغندا (9 نقاط) 3. السودان (6 نقاط) 4. الكونغو (3 نقاط) | 1. بوركينا فاسو (3 نقاط) 2. موريتانيا (3 نقاط) 3. ناميبيا (0 نقطة) 4. غينيا الاستوائية (0 نقطة) |

## نتيجة القرعة
في ما يأتي توزيع المجموعات الأربع:
| المجموعة الأولى   | المجموعة الثانية | المجموعة الثالثة | المجموعة الرابعة |
| ----------------- | ---------------- | ---------------- | ---------------- |
| المغرب (المستضيف) | ساحل العاج       | ليبيا            | أنغولا           |
| غينيا             | زامبيا           | نيجيريا          | الكاميرون        |
| السودان           | أوغندا           | رواندا           | الكونغو          |
| موريتانيا         | ناميبيا          | غينيا الاستوائية | بوركينا فاسو     |